# Heather Davis
Heather Davis (* 26. Februar 1974 in Vancouver) ist eine ehemalige kanadische Ruderin, die 2000 im Achter die olympische Bronzemedaille gewann.
Die 1,77 m große Heather Davis belegte bei den Weltmeisterschaften 1996 den fünften Platz im Vierer ohne Steuerfrau. Zwei Jahre später gewann sie bei den Weltmeisterschaften 1998 in Köln Bronze mit dem Achter in der Aufstellung Buffy-Lynne Alexander, Laryssa Biesenthal, Heather Davis, Alison Korn, Marnie McBean, Emma Robinson, Dorota Urbaniak, Kubet Weston und Steuerfrau Lesley Thompson. 1999 belegte Davis mit dem Achter im Weltcup den dritten Platz in Wien und Luzern. Bei den Weltmeisterschaften 1999 auf ihrer Heimstrecke in St. Catharines startete sie im Vierer ohne Steuerfrau und belegte den fünften Platz. 2000 kehrte sie in den Achter zurück, der in Wien den sechsten Platz belegte, beim Weltcup-Abschluss in Luzern aber den zweiten Platz hinter den Rumäninnen. Die Rumäninnen siegten auch bei der Olympischen Regatta in Sydney, hinter den Niederländerinnen gewannen die Kanadierinnen die Bronzemedaille in der Aufstellung Heather McDermid, Heather Davis, Dorota Urbaniak, Theresa Luke, Emma Robinson, Alison Korn, Laryssa Biesenthal, Buffy-Lynne Alexander und Lesley Thompson.